# フエ大学

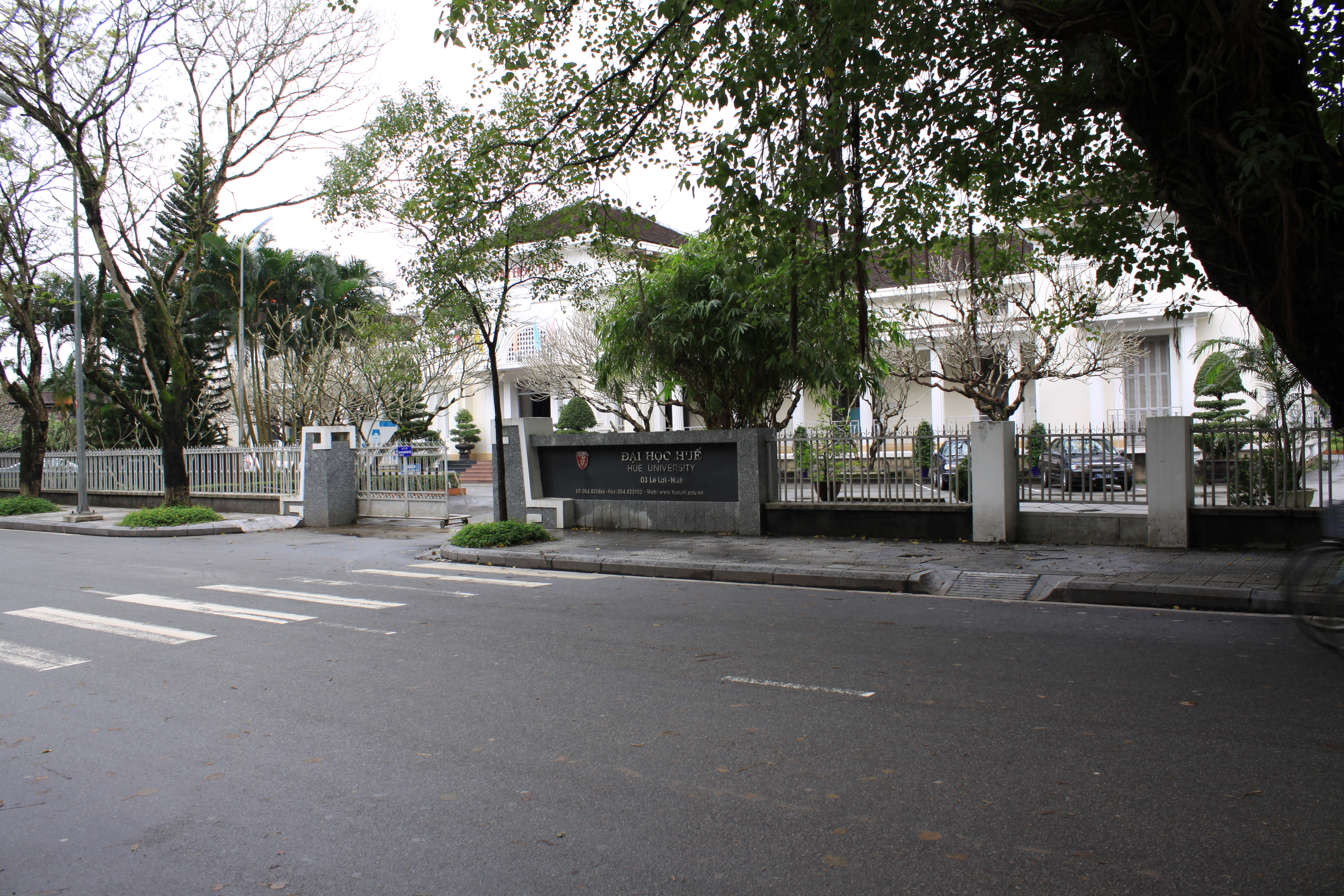
フエ大学

フエ大学（フエだいがく、ベトナム語：Đại học Huế / 大學化、 英語：Hue University）は、ベトナムフエにある国立の総合大学。

## 沿革
- 1803年 帝国大学（The Imperial College）として設立
- 1957年 師範学部、科学学部、文学部、法学部からなるフエ大学設立
- 1975年 フエ教育大学、フエ大学、フエ医科大学設置
- 1993年 第二農業大学がフエ市に移転し、農林大学となる

## 概要

### 組織構成
- 教育大学  College of Education
- 科学大学  College of Sciences
- 医科・薬科大学 College of Medicine and Pharmacy
- 農林大学  College of Agriculture and Forestry
- 美術大学  College of Arts
- 経済大学　College of Economics
- 外国語大学  College of Foreign Languages
- 物理教育学部  Faculty of Physical Education
- 観光学部　Faculty of Hospitality and Tourism